# Campeonato Sergipano de Futebol de 1972
O Campeonato Sergipano de Futebol de 1972 foi a 49º edição da divisão principal do campeonato estadual de Sergipe. O campeão foi o Sergipe que conquistou seu 17º título na história da competição.

## Premiação
| Campeonato Sergipano de 1972 |
| Aracaju                      |
| ---------------------------- |
| Sergipe Campeão (17º título) |